# Antillicharis unicolor
Antillicharis unicolor är en insektsart som först beskrevs av Olivier 1791.  Antillicharis unicolor ingår i släktet Antillicharis och familjen syrsor. Inga underarter finns listade i Catalogue of Life.